# Xosé Manuel Piñeiro Borrajo
Xosé Manuel Piñeiro Borrajo, més conegut com a Piñeiro o Superpiñeiro (Allariz, 1957 - Santiago de Compostel·la, 22 de gener de 2025) va ser un presentador de televisió gallec conegut per haver conduït el programa Supermartes a la Televisió de Galícia durant més d'una dècada.

## Trajectòria
Va començar el seu desenvolupament professional després de llicenciar-se en Filosofia i Ciències de l'Educació. Va exercir com a educador i com a professor d'Ètica i Filosofia a la Universitat Laboral d'Ourense, però també d'orientador educatiu als instituts de la Finca Sevilla i As Lagoas.

### Televisió de Galícia
Va debutar el 1990 a la Televisió de Galícia amb el programa Galicia en pé de festa, presentat per Elena Soto.
El 21 d'abril de 1992, Piñeiro es va estrenar com a presentador del programa Supermartes, un concurs que barrejava personatges esbojarrats com l'esquelet trompetista Atilano i personalitats gallegues del moment que ajudaven a un concursant a superar diverses proves i una fase final, la Superpantalla, per aconseguir grans premis. El programa va emetre 635 episodis fins al 2005, quan la TVG va prendre la decisió de no renovar-lo.
Després del seu gran èxit telivisiu, Piñeiro va aturar la seva activitat a la televisió autonòmica durant un any i mig. El 2007 va ser escollit per presentar el programa  Acompáñanos. Aquest programa, que havia de servir per formar parelles entre gent gran sola, va esdevenir un espai on es van desenvolupar debats d'actualitat social i política enmig de l'oci i la vida social. El 2009, Piñeiro va expressar el seu fort compromís amb la defensa de la llengua gallega en directe després de rebre la notícia d'una manifestació galaicofòbica. Set mesos després de l'incident el programa va ser cancel·lat.
Més endavant, el 2010 va ocupar un espai televisiu durant l'estiu amb un programa de varietats musicals, Tantarantan, pel qual hi van desfilar orquestres i músics del panorama gallec enmig d'un ambient festiu. Un any més tard va començar a presentar un espai similar, Bamboleo, a la franja de vespres del dissabte.
El 2018 va anunciar al seu programa la seva retirada temporal de l'activitat professional. Poc després, al programa Luar va anunciar que patia de mieloma múltiple, un tipus de càncer.  La seva reaparició televisiva va arribar el 2019 al mateix Luar, un programa on va aparèixer regularment fins al 2024 com a jurat del concurs Recantos.
La presència de Piñeiro no es va limitar només a la programació estable de la cadena, sinó que també va ser presentador de nombroses gales i programes especials.

### Altres mitjans de comunicació
Xosé Manuel Piñeiro va tenir el seu propi espai a Radio Galega anomenat Sesión Vermú, un programa d'entreteniment en què artistes gallecs, comissions de festes i oients compartien espai de manera distesa duran dues hores. El presentador també va ser col·laborar habitual amb columnes als diaris La Región i Atlántico Diario.

### Música i escriptura
A banda de la seva faceta més mediàtica, Piñeiro va editar diversos discos, un d'ells inclòs a la seva autobiografia De Piñeiro a Superpiñeiro (2014, Hércules Ediciones) amb temes inèdits.

## Reconeixements
El 2014 va rebre el Premio Rebulir da Cultura Galega i el 2020 va ser guardonat amb la Medalla Castelao.